# 바크티 요가
바크티 요가(भक्ति योग, Bhakti Yoga)는 "신에 대한 충실한 헌신"을 불러일으키는 영적인 수행을 가리킨다. 이러한 신에 대한 헌신을 힌두교 용어로 바크티(Bhakti)라 한다. 힌두교 전통에 따르면, 바크티 요가에는 9가지 형식이 있다.
힌두교 전통에 따르면, 바크티 요가는 자유 또는 해탈(모크샤)로 가는 네 가지 길 중에서 가장 쉬운 길인 것으로 여겨진다. 다른 세 가지 길은 카르마 요가 · 라자 요가 · 즈나나 요가이다. 힌두교의 시대 구분에 따를 때 지금의 시대가 속한 칼리 유가의 시대에서, 특히 바크티 요가가 효과적인 길인 것으로 여겨지고 있다.
바크티를 계발하는 바크티 요가의 길에 대해 설명하고 있는 경전으로는 《바가바타 푸라나》와 《바가바드 기타》가 중요하다. 바크티 운동(Bhakti movements)은 박티 요가를 주요 수행법으로 하는 힌두교 운동을 가리킨다. 힌두교 종파들 중 바크티 운동에 속한 주요 종파는 비슈누파, 크리슈나파, 시바파, 샤크티파이다.